# Tendenzmalerei
Der Begriff Tendenzmalerei wird einer Malerei zugeordnet, die in propagandistischer oder parteilicher Absicht eine politische Richtung, Ideologie oder Moral erkennen lässt. In der Literaturwissenschaft besteht der analoge Begriff Tendenzliteratur. Als ein Gegensatz zur Tendenzmalerei wird etwa die in der Redewendung L’art pour l’art zum Ausdruck kommende Kunstauffassung verstanden. Auch die auf dem Grundsatz historia scribitur ad narrandum, non ad probandum fußende sowie in Geschichtswissenschaft und Historienmalerei oft vertretene Auffassung, dass die Geschichte in ihrer „historischen Wahrheit“ gezeigt werden müsse, aber nicht tendenziös wiedergegeben werden dürfe, wird als Gegenpol zur Tendenzmalerei verstanden. In der Kunstkritik des 19. Jahrhunderts wurde der Terminus als pejorativer Begriff verwendet, so etwa im Zusammenhang mit Carl Hübners Bild Die schlesischen Weber oder bei Carl Friedrich Lessings „Husbildern“ (z. B. Die Hussitenpredigt).